# Leszek Wójtowicz
Leszek Krzysztof Wójtowicz (ur. 27 kwietnia 1954 w Poznaniu) – polski poeta, pieśniarz, gitarzysta i kompozytor należący do zespołu krakowskiej Piwnicy pod Baranami, w latach 80. bard podziemnej „Solidarności”.

## Życiorys
Absolwent prawa na Wydziale Prawa i Administracji Uniwersytetu Jagiellońskiego. Debiutował w 1980 recitalem autorskim zatytułowanym Niepewna pora. Pozostałe recitale to wykonywane w tzw. drugim obiegu Złe godziny (1982), Moja litania (1983) oraz Mówią mi, że tam w Moskwie (1985). Następnie prezentował Polowanie na czarownice (1986), Jeszcze wszystko może się zdarzyć (1988) i Spójrz na mnie Europo (2000). Utwór „Moja litania” z pierwszego recitalu został nagrodzony w 1981 na Festiwalu Piosenki Polskiej w Opolu III główną nagrodą. W drugiej połowie lat 90. był współredaktorem (z Piotrem Skrzyneckim) i następnie redaktorem „Dziennika Piwnicy pod Baranami”.
Dwukrotnie (w 2002 i w 2006) kandydował do krakowskiej rady miasta z listy lokalnych komitetów wyborczych organizowanych przez Józefa Lassotę.

## Odznaczenia i wyróżnienia
W 2006 odznaczony Krzyżem Oficerskim Orderu Odrodzenia Polski.
W 2010 wyróżniony Srebrnym Medalem „Zasłużony Kulturze Gloria Artis”, a w 2011 Medalem „Niezłomnym w słowie”. W 2015 otrzymał Złotą Odznakę Honorową Województwa Małopolskiego – Krzyż Małopolski. W 2019 został laureatem Nagrody Miasta Krakowa.